# Clathria guettardi
Clathria guettardi är en svampdjursart som först beskrevs av Topsent 1933.  Clathria guettardi ingår i släktet Clathria och familjen Microcionidae. Inga underarter finns listade i Catalogue of Life.